# Chó chăn cừu Đức
Chó chăn cừu Đức (còn gọi là chó Alsace), (tiếng Đức: Deutscher Schäferhund) là một giống chó kích cỡ lớn, xuất xứ từ Đức. Tại Việt Nam, giống chó này được gọi là chó Berger (béc-giê hay bẹc-giê), phiên âm từ tiếng Pháp berger cũng có nghĩa là chó chăn cừu. Chó chăn cừu Đức là một giống chó tương đối mới, từ năm 1899. Chó chăn cừu Đức thuộc nhóm chó chăn gia súc, ban đầu được gây giống để chăn cừu. Do có sức lực, thông minh và có khả năng tuân thủ mệnh lệnh trong huấn luyện, chúng thường được dùng trong lực lượng cảnh sát và quân đội. Vì chúng rất trung thành và có bản năng bảo vệ chủ, chó chăn cừu Đức là một trong các loài chó được ưa chuộng nhiều nhất

### Nguồn gốc

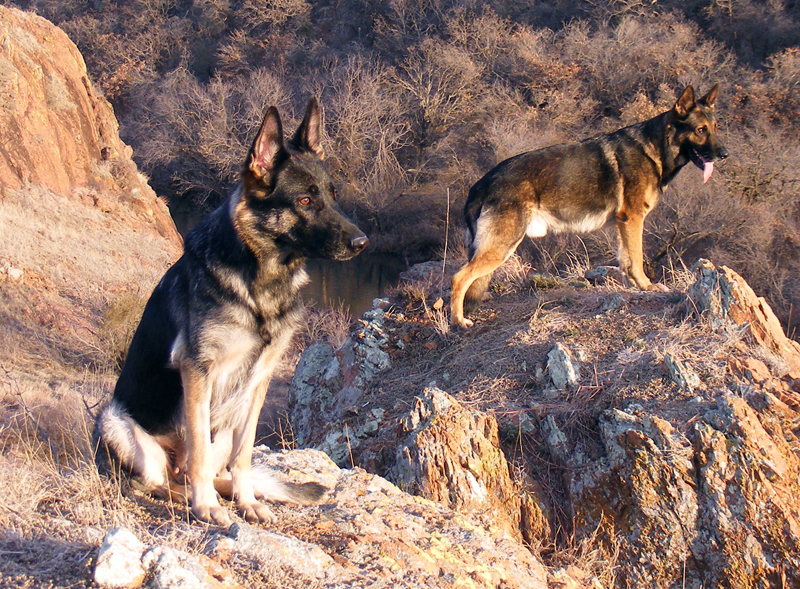
Chó chăn cừu Đức, con cái (bên trái) và con đực (bên phải)

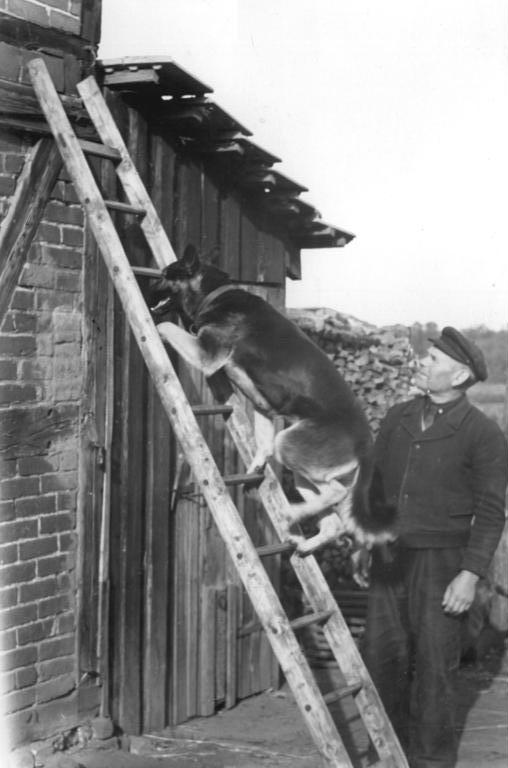
Một người gác đêm Đức với chú chó chăn cừu, 1950

### Tên gọi

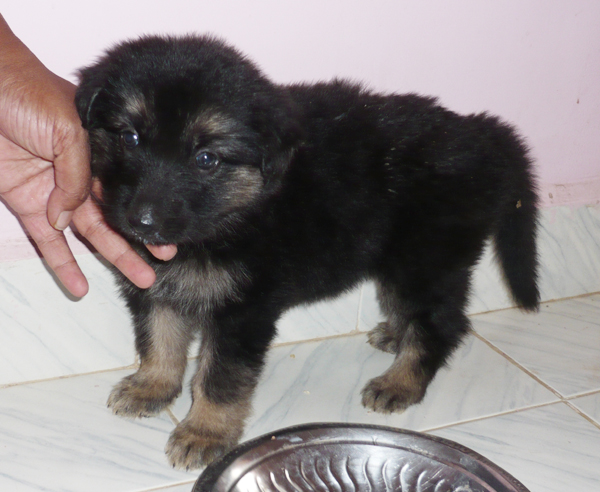
Chó con 35 ngày tuổi

## Đặc điểm

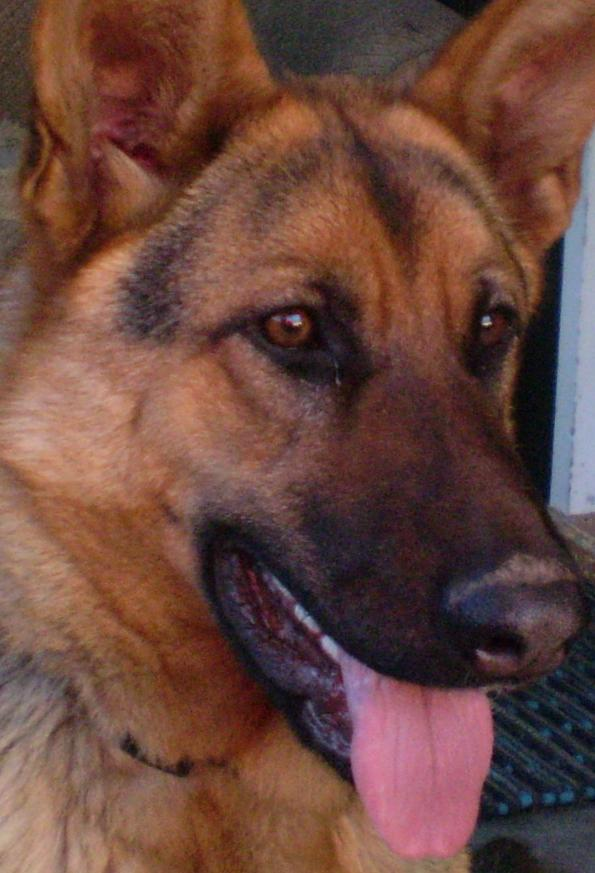
Mặt chó chăn cừu Đức có mõm dài, mũi đen và mắt nâu

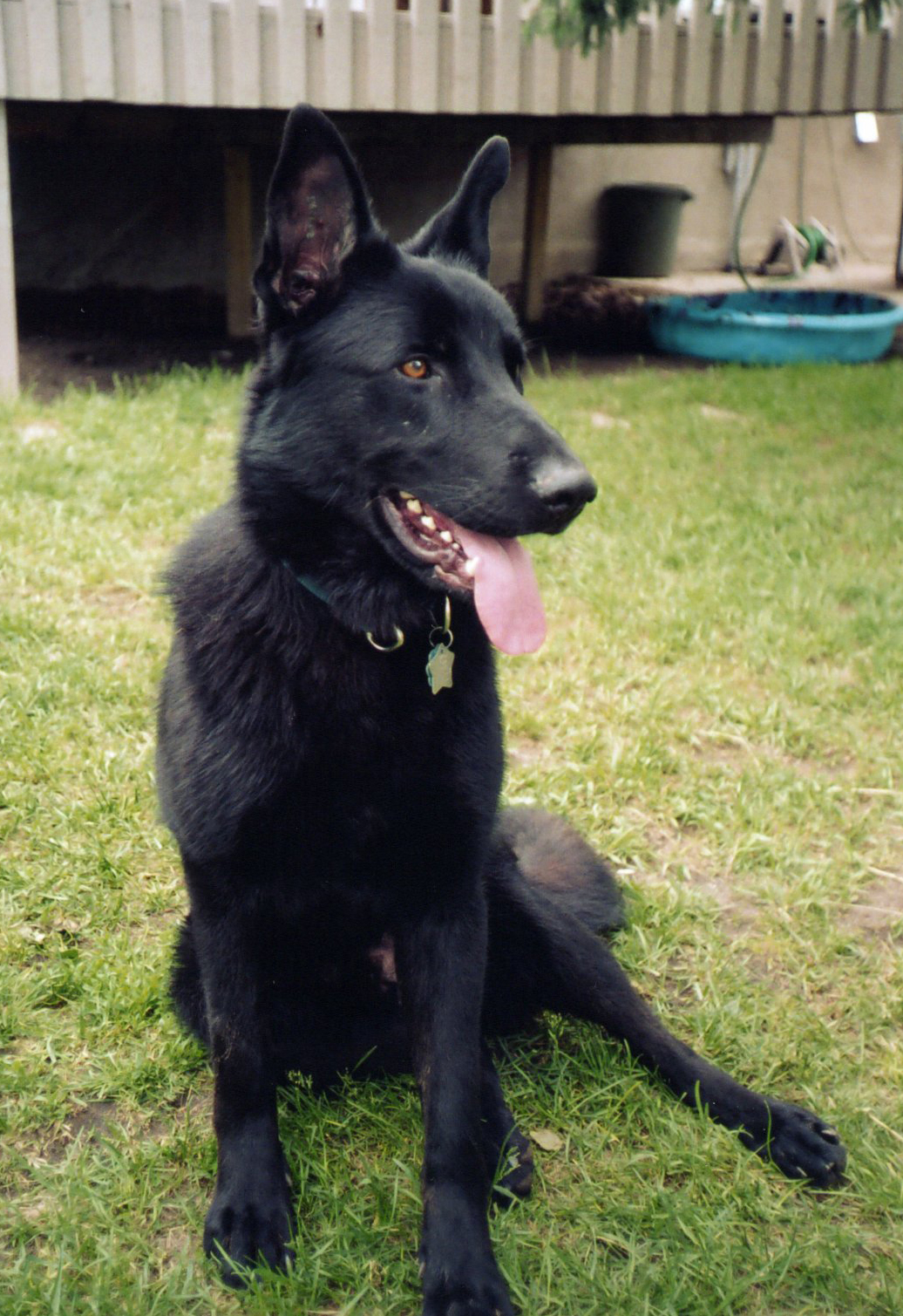
Một con chó chăn cừu Đức màu đen

## Tính tình

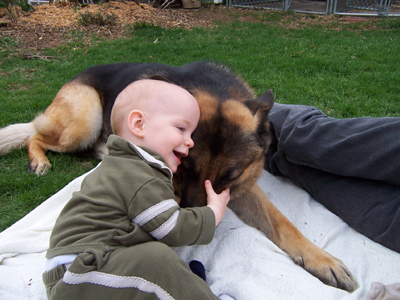
Chó chăn cừu Đức rất gắn bó với trẻ nhỏ mà chúng quen biết

## Sức khỏe

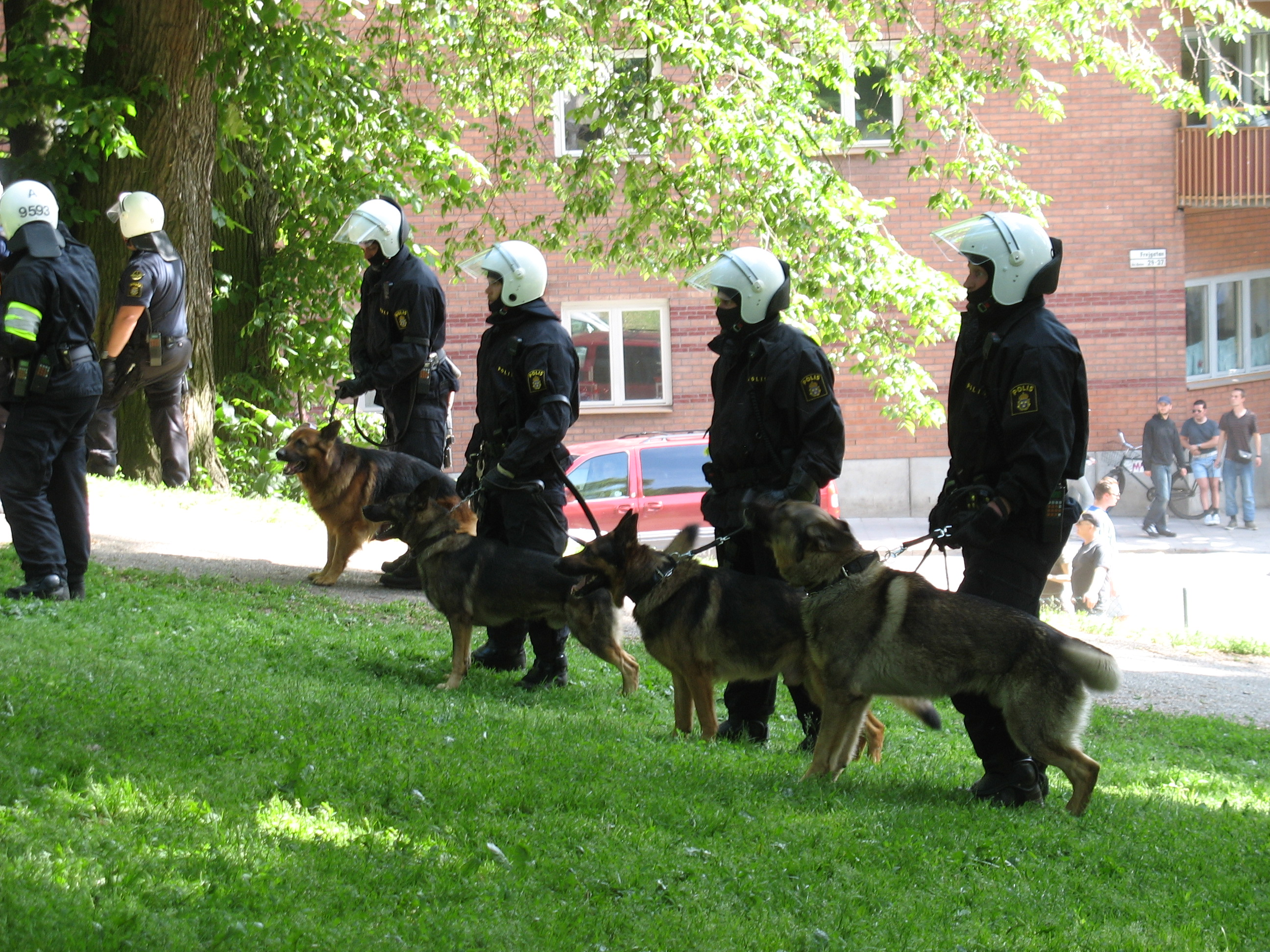
Chó cảnh sát

## Chó nghiệp vụ

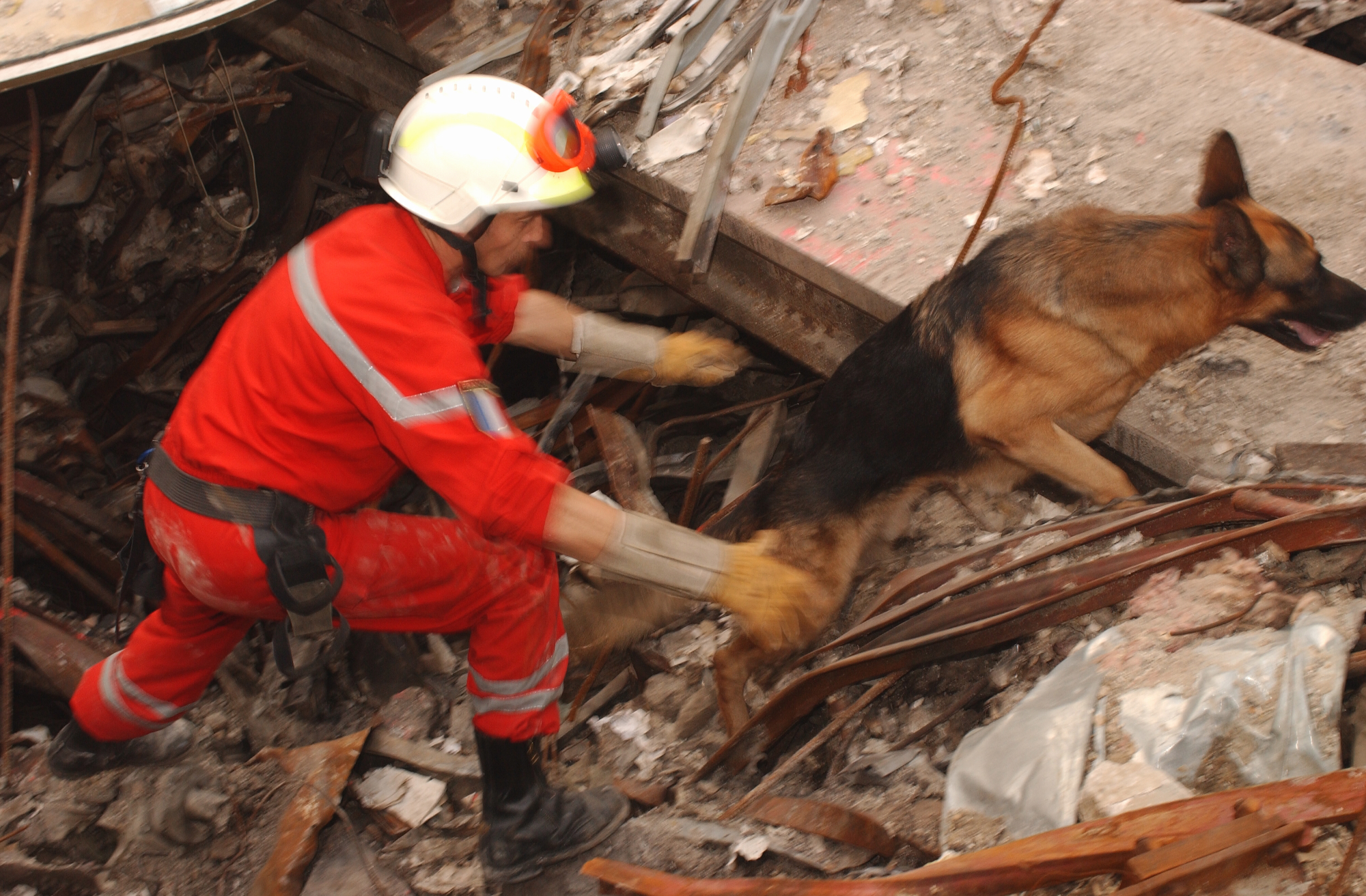
Chó tìm kiếm người bị nạn sau vụ sập Trung tâm Thương mại Thế giới, 11 tháng 9 năm 2001

## Lịch sử